# Caesariana
Caesariana (łac. Diocesis Caesariensis) – stolica historycznej diecezji w Cesarstwie rzymskim w prowincji Numidia zlikwidowana w VII w. podczas ekspansji islamskiej, współcześnie w północnej Algierii. Obecnie katolickie biskupstwo tytularne. 

## Biskupi tytularni
| Lp. | Biskup              | Funkcja                                      | Od                  | Do                   |
| --- | ------------------- | -------------------------------------------- | ------------------- | -------------------- |
| 1   | Fulton Sheen        | emerytowany biskup Nowego Jorku (USA)        | 28 maja 1951        | 21 października 1966 |
| 2   | Angelo Felici       | nuncjusz apostolski                          | 22 lipca 1967       | 28 czerwca 1988      |
| 3   | Giovanni Lajolo     | nuncjusz apostolski urzędnik Kurii Rzymskiej | 3 października 1988 | 24 listopada 2007    |
| 4   | Jozafat Ołeh Howera | egzarcha łucki (Ukraina)                     | 15 stycznia 2008    |                      |